# Chang Zheng 11
Chang Zheng 11 (长征十一号运载火箭; Chángzhēng shíyīhàoyùnzàihuǒjiàn), CZ-11 eller Den långa marschen 11 är en liten kinesisk rymdraket i Chang Zheng serien för uppskjutning av nyttolast till omloppsbana runt jorden. Chang Zheng 11 är byggd för att vara en kostnadseffektiv raket som är lätt att manövrera med kort ställtid.
Chang Zheng 11 gjorde sin jungfrufärd 25 september 2015 från Jiuquans satellituppskjutningscenter och placerade då minst fyra satelliter i låg omloppsbana.
Raketen är 18,7 alternativt 20,8 m lång och har en diameter på 2,0 m. Startvikten är 58 ton
Chang Zheng 11 har tre fastbränslesteg och ett trimsteg med flytande bränsle som ger en initial lyftkraft på 120 ton. Maximal nyttolast till låg omloppsbana (LEO) är 700 kg, och till solsynkron bana (SSO) 350 kg.

## Uppskjutningshistorik
| Nr | Datum (UTC)             | Startplats                           | Nyttolast                                                                                         | Omloppsbana | Utförande |
| -- | ----------------------- | ------------------------------------ | ------------------------------------------------------------------------------------------------- | ----------- | --------- |
| 1  | 25 september 2015 01:41 | Jiuquans satellituppskjutningscenter | Tianwang 1A Tianwang 1B Tianwang 1C Pujian 1                                                      | SSO         | Lyckad    |
| 2  | 9 november 2016 23:42   | Jiuquans satellituppskjutningscenter | XPNAV 1 Xiaoxiang 1                                                                               | SSO         | Lyckad    |
| 3  | 19 januari 2018 04:12   | Jiuquans satellituppskjutningscenter | Jilin-1 07 Jilin-1 08 4x Cubesat                                                                  | SSO         | Lyckad    |
| 4  | 26 april 2018 04:42     | Jiuquans satellituppskjutningscenter | Zhuhai-1 OVS-1 Zhuhai-1 OHS-1/2/3/4                                                               | SSO         | Lyckad    |
| 5  | 21 december 2018 23:51  | Jiuquans satellituppskjutningscenter | Hongyun-1                                                                                         | SSO         | Lyckad    |
| 6  | 21 januari 2019 05:42   | Jiuquans satellituppskjutningscenter | Jilin-1 Spectral 01/02 Lingque-1A Xiaoxiang-1-03                                                  | SSO         | Lyckad    |
| 7  | 5 juni 2019 04:06       | Pråm på Gula havet                   | Bufeng-1A Bufeng-1B Jilin-1 High Resolution 03A Xiaoxiang-1-04 Tianqi-3 Tianxiang-1A Tianxiang-1B | LEO         | Lyckad    |
| 8  | 19 september 2019 06:42 | Jiuquans satellituppskjutningscenter | Zhuhai-1 OVS-3 Zhuhai-1 OHS-3A/B/C/D                                                              | SSO         | Lyckad    |
| 9  | 29 maj 2020 20:13       | Xichangs satellituppskjutningscenter | XJS G XJS H                                                                                       | LEO         | Lyckad    |
| 10 | 15 september 2020 01:23 | Pråm på Gula havet                   | Jilin-1 Gaofen-03B 01/02/03/04/05/06 Jilin-1 Gaofen-03C 01/02/03                                  | SSO         | Lyckad    |
| 11 | 9 december 2020 20:14   | Xichangs satellituppskjutningscenter | GECAM A GECAM B                                                                                   | LEO         | Lyckad    |
| 12 | 30 mars 2022 02:29      | Jiuquans satellituppskjutningscenter | Tianping-2A Tianping-2B Tianping-2C                                                               | LEO         | Lyckad    |
| 13 | 30 april 2022 03:30     | Pråm på Gula havet                   | Jilin-1 Gaofen-03D 04/05/06/07 Jilin-1 Gaofen-04A                                                 | SSO         | Lyckad    |